# Slatinai kolostor

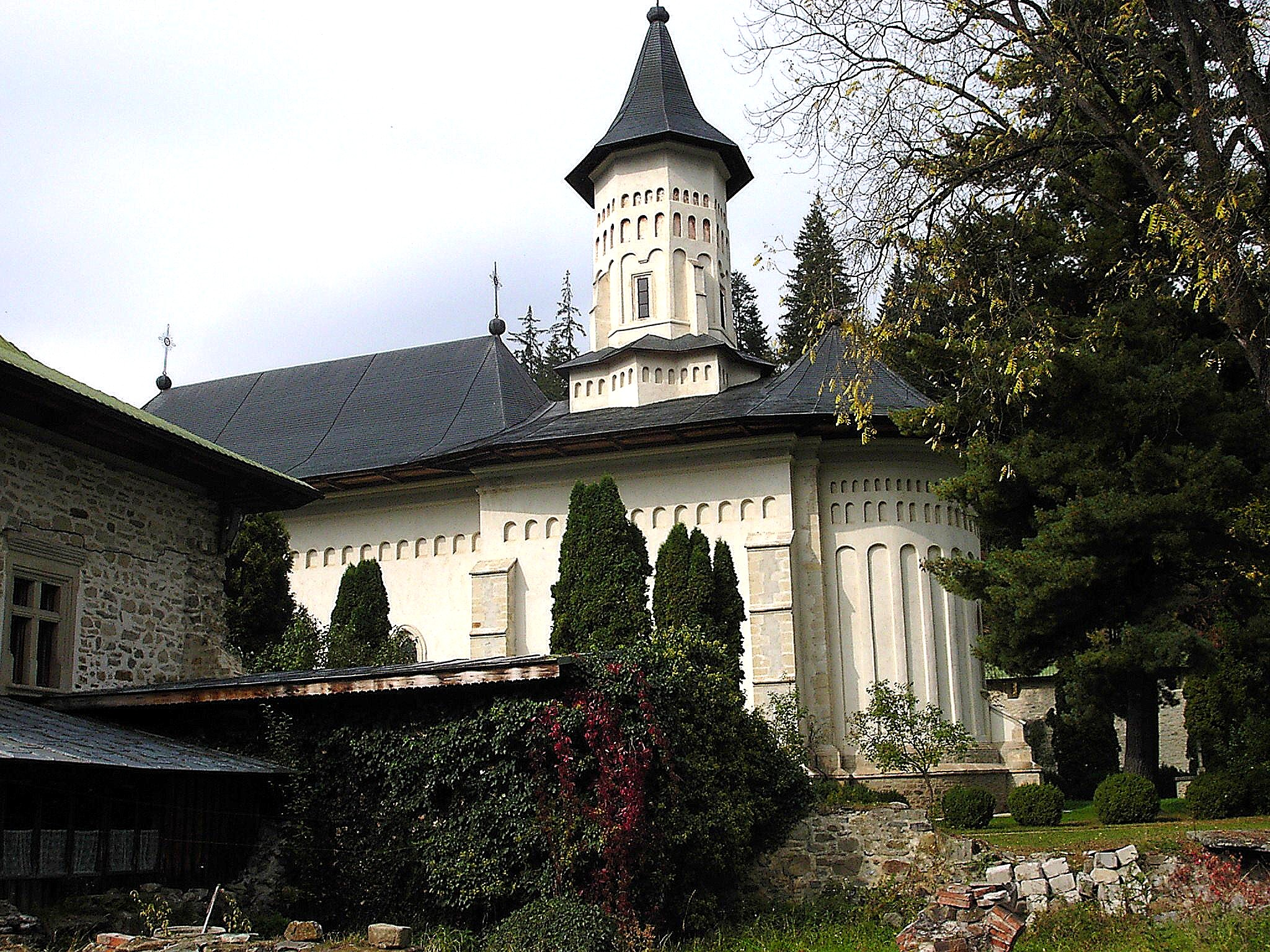
A kolostortemplom és a kolostorudvar

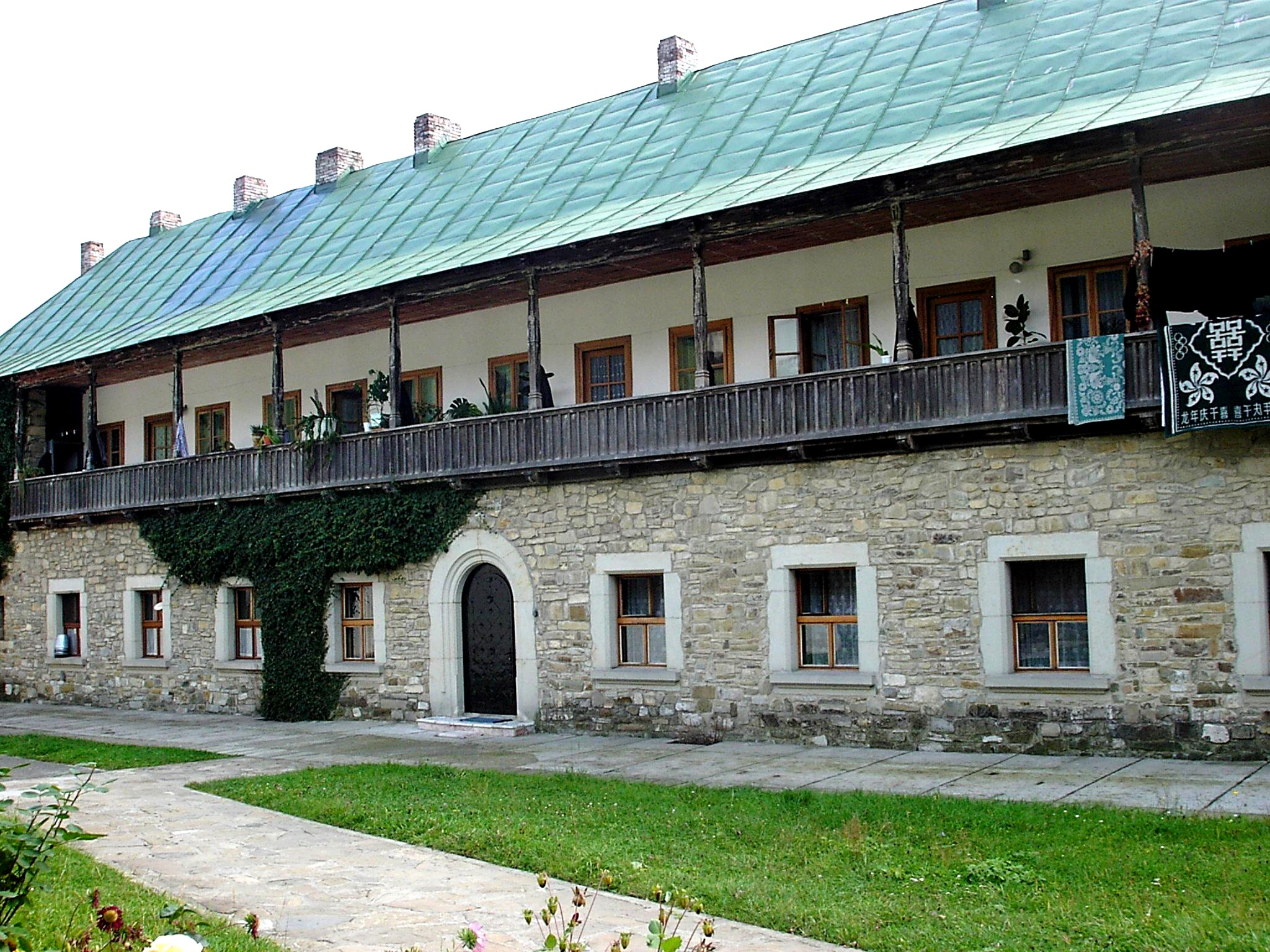
A kolostor gazdasági épületszárnya

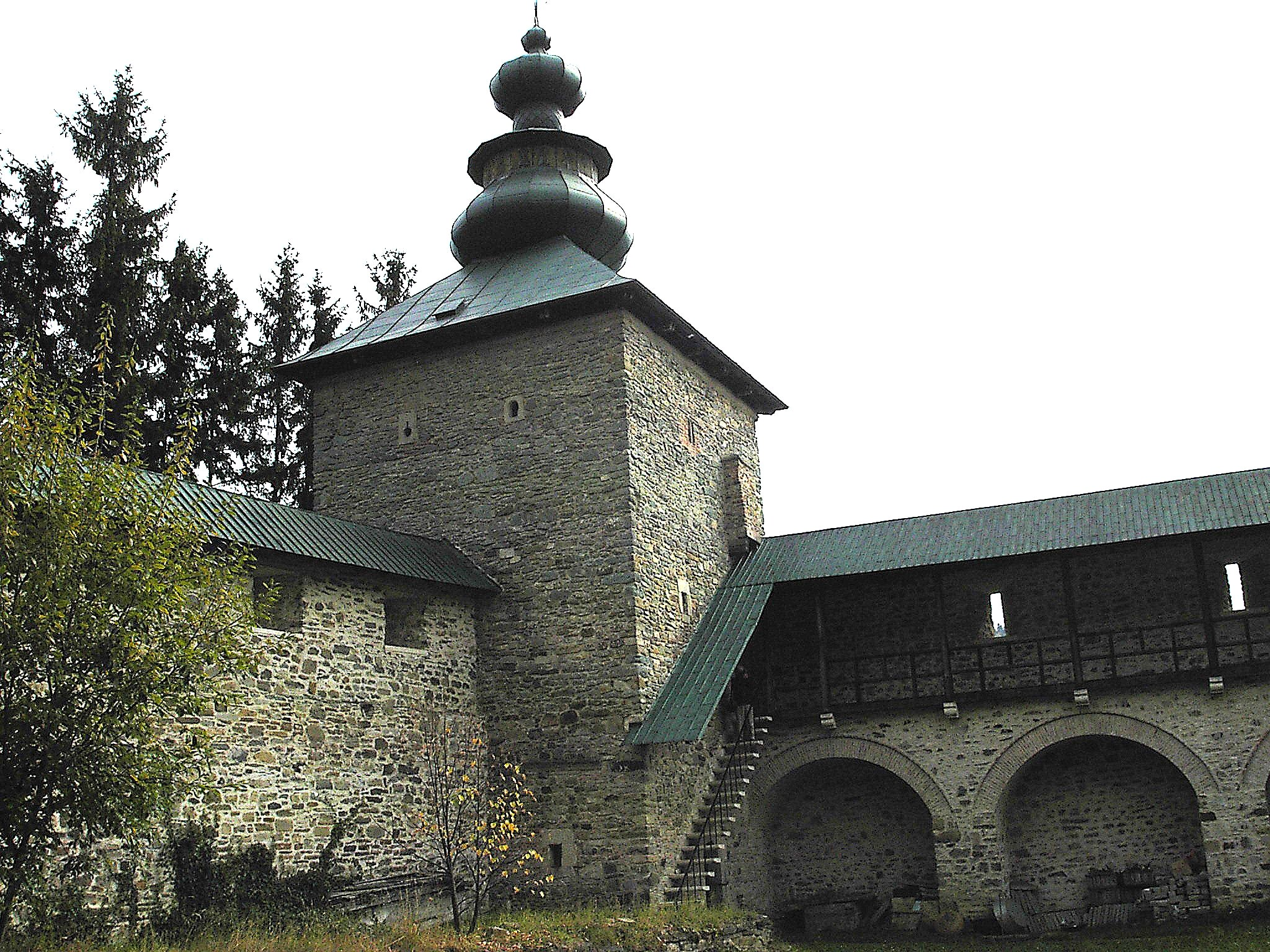
Az északnyugati saroktorony

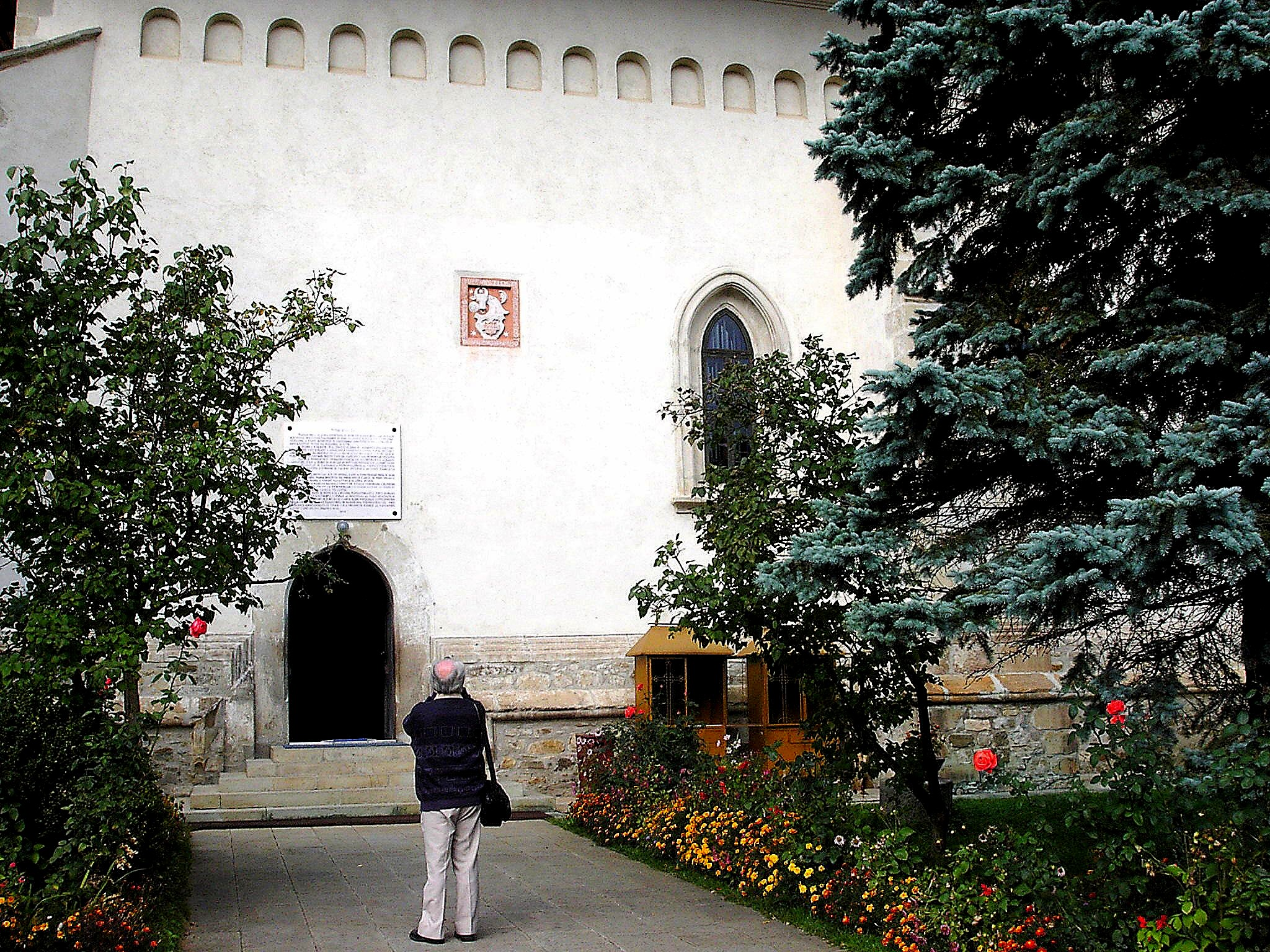
A kolostorudvar a templombejárattal

A slatinai kolostor (Mănăstirea fortificată Slatina) Romániában, Suceava megyében,  festőien szép környezetben álló egyházi és politikai jelentőségű műemlék. Az erődített kolostor 1564-ben, Alexandru Lăpușneanu fejedelem uralkodása idején, az uralkodópár temetkezőhelyének befogadására épült. Falai kissé szabálytalan négyszöget zárnak körül: a keleti oldalon, a bejárattól jobbra és balra megtörik a határoló vonal. Torony őrzi a kapuzatot. A sarkokon négyzetes bástyák emelkednek. Ezek a védelem mellett különféle más célokat is szolgáltak: az északnyugatit például harangozásra, a délnyugatit pedig kápolnának használták. A kolostor temploma a falakkal határolt négyzetes udvar közepén áll. Alaprajzi elrendezése a kiérlelődött, összetett moldvai példákéval rokon. Kettős előcsarnoka, a narthex és pronaosz teréből nyílik a nyugati irányban kissé nyújtott naosz, amelyet északon és délen két, falvastagságnyi mélységű mellékfülke, keleten pedig félköríves szentélyapszis határol. E térrészek, a helyi hagyományokat követve, boltozottak. A kétszintes, egymástól 45°-kal elforgatott csegelyeken nyugvó kupola moldvai szokás szerint toronyszerűen hangsúlyozza a szentély előtti liturgikus központot. Az épület kívül vakolt homlokzatain freskók nincsenek: a falfelületet csak a párkány alatt végighúzódó fülkesor díszíti. Belül a falképek nem maradtak fenn eredeti alakjukban, a 19. században átfestették őket.
Az apát háza (Casele egumenești) a templom déli homlokzata előtt áll. Ugyancsak Alexandru Lăpușneanu idejében emelték. A földszintes, eredetileg három tér-részre osztott épület a 16. századi lakóház-építészet jellegzetes példája: viszonylag egyszerű homlokzatát csupán az ablak- és ajtónyílások gótikus keretei díszítik.

## Külső hivatkozások
- www.romanianmonasteries.org